# Gustave Cabaret
Charles Gustave Cabaret (Claye-Souilly, 1 de noviembre de 1866-París, 4 de abril de 1918) fue un deportista francés que compitió en tiro con arco, en la modalidad de arco recurvo. Participó en los Juegos Olímpicos de Londres 1908, obteniendo una medalla de bronce en la prueba continental.

## Palmarés internacional
| Juegos Olímpicos | Juegos Olímpicos      | Juegos Olímpicos  | Juegos Olímpicos |
| Año              | Lugar                 | Medalla           | Prueba           |
| ---------------- | --------------------- | ----------------- | ---------------- |
| 1908             | Londres (Reino Unido) | Medalla de bronce | Continental      |